# Butlerville (Indiana)
Butlerville es un lugar designado por el censo ubicado en el condado de Jennings en el estado estadounidense de Indiana. En el Censo de 2010 tenía una población de 282 habitantes y una densidad poblacional de 288,04 personas por km².

## Geografía
Butlerville se encuentra ubicado en las coordenadas 39°1′57″N 85°30′47″O / 39.03250, -85.51306. Según la Oficina del Censo de los Estados Unidos, Butlerville tiene una superficie total de 0.98 km², de la cual 0.98 km² corresponden a tierra firme y (0%) 0 km² es agua.

## Demografía
Según el censo de 2010, había 282 personas residiendo en Butlerville. La densidad de población era de 288,04 hab./km². De los 282 habitantes, Butlerville estaba compuesto por el 98.23% blancos, el 0% eran afroamericanos, el 0.35% eran amerindios, el 0.71% eran asiáticos, el 0% eran isleños del Pacífico, el 0.35% eran de otras razas y el 0.35% pertenecían a dos o más razas. Del total de la población el 1.06% eran hispanos o latinos de cualquier raza.